# Ryan Weber
James Ryan Weber (né le 12 août 1990 à St. Petersburg, Floride, États-Unis) est un lanceur droitier des Red Sox de Boston de la Ligue majeure de baseball.

## Carrière
Ryan Weber est repêché à deux reprises : par les Phillies de Philadelphie au 12e tour de sélection en 2008, puis par les Braves d'Atlanta, avec qui il signe son premier contrat professionnel, en 2009 au 22e tour de sélection. 
Il fait ses débuts dans le baseball majeur comme lanceur partant des Braves le 8 septembre 2015 contre Philadelphie. Il amorce 5 matchs des Braves en 2015. Il subit trois fois la défaite et affiche une moyenne de points mérités de 4,76 en 28 manches et un tiers lancées.